# شمیاتچه
شمیاتچه (به لهستانی:  Siemiatycze) یک منطقهٔ مسکونی در لهستان است که در شهرستان شمیاتچه واقع شده‌است. شمیاتچه ۳۶٫۲۵ کیلومتر مربع مساحت و ۱۵٬۱۶۹ نفر جمعیت دارد.

## خواهرخوانده
شهر تسهدنیک خواهرخواندهٔ شمیاتچه هست.